# Chaceon paulensis
Chaceon paulensis is een krabbensoort uit de familie van de Geryonidae. De wetenschappelijke naam van de soort is voor het eerst geldig gepubliceerd in 1903 door Chun.